# Каліш (Поморське воєводство)
Каліш (пол. Kalisz) — село в Польщі, у гміні Дземяни Косьцерського повіту Поморського воєводства.
Населення — 959 осіб (2011).
У 1975-1998 роках село належало до Гданського воєводства.

## Демографія
Демографічна структура станом на 31 березня 2011 року:
|          | Загалом | Допрацездатний вік | Працездатний вік | Постпрацездатний вік |
| -------- | ------- | ------------------ | ---------------- | -------------------- |
| Чоловіки | 464     | 118                | 314              | 32                   |
| Жінки    | 495     | 137                | 299              | 59                   |
| Разом    | 959     | 255                | 613              | 91                   |